# Butylformiaat
Butylformiaat is een organische verbinding met als brutoformule C5H10O2. Het is een kleurloze vloeistof met een scherpe geur, die slecht oplosbaar is in water.
Er zijn vier isomeren van butylformiaat: n-butylformiaat, isobutylformiaat, sec-butylformiaat en tert-butylformiaat.

## Toxicologie en veiligheid
De damp vermengt zich goed met lucht, waardoor gemakkelijk ontplofbare mengsels worden gevormd. Ten gevolge van stroming, beweging en dergelijke, kan een elektrostatische lading worden opgewekt.
De damp van de stof is sterk irriterend voor de ogen, de huid en de luchtwegen. Butylformiaat kan effecten hebben op het centrale zenuwstelsel. Blootstelling aan hoge doses kan bewusteloosheid veroorzaken.